# Come and Stay with Me
«Come and Stay with Me» es una canción escrita por Jackie DeShannon para la cantante británica Marianne Faithfull. Grabada el 31 de diciembre de 1964, la canción se publicó como sencillo el 5 de febrero de 1965 y se incluyó tanto en la versión británica como en la versión estadounidense del álbum Marianne Faithfull.

## Contexto
El mánager de la cantante, Tony Calder, dijo a la revista Mojo en septiembre de 2008, que su conexión con DeShannon sucedió de una manera poco convencional cuando él estaba en Los Ángeles con Jimmy Page. Explicó: «Una noche no podía entrar dentro de su habitación del hotel porque Jimmy y Jackie DeShannon estaban follando. Entonces grité: “Cuando hayan terminado, ¿podrían escribir una canción para Marianne?”». A la compositora se le ocurrió esta canción y, además, con Page, otra canción para el álbum: «In My Time of Sorrow».

## Descripción
A pesar de la letra ambigua de la canción, se la interpretó generalmente como una invitación a pasar la noche y dormir juntos, por lo que se la consideró controversialmente «picante» en 1965.

### Versión al francés
Faithfull versionó la canción también al francés con el título de «Là… devant toi» para incluirla en su EP À bientôt nous deux, publicado en Francia en el sello Decca en abril de 1966. La adaptación de la letra al francés estuvo al cargo de Gilles Thibaut.

## Recepción
El 20 de febrero de 1965 ingresó a la lista británica Melody Maker, en la cual se mantuvo por doce semanas, y en donde alcanzó el puesto número 4.
El 24 de febrero ingresó al top 100 de Inglaterra, en el cual se mantuvo por trece semanas, y en donde alcanzó su mejor posición en el puesto número 4.
En Canadá ingresó a la lista CHUM el 1 de marzo de 1965 en el puesto número 46. Perteneció todo el mes en dicha lista. En su penúltima semana obtuvo su mejor posición en el número 31.
En la revista RPM ingresó al top 40 en el puesto 38, el 15 de marzo. Estuvo unas escasas tres semanas. El 29 de marzo, su última semana, obtuvo el puesto número 7.
Más tarde, el 13 de marzo de 1965, el sencillo ingresó al top 100 de la revista americana Cash Box, donde se mantuvo por ocho semanas. Su mejor puesto fue en su quinta semana en el número 32.
El 17 de abril ingresó al top 100 de la revista Billboard, donde se mantuvo por nueve semanas y alcanzó el puesto número 26. Dicha revista la calificó con cuatro estrellas el 20 de febrero.